# Bariandite
La bariandite è un minerale appartenente al gruppo della straczekite.